# Lejla Agolli
Lejla Agolli, (Korçë, Albània, 4 d'octubre, 1950), és una pianista i compositora albanesa.

## Biografia
Lejla Agolli estudia composició i direcció a Tiranassa Tish Daijan. Va guanyar un premi al festival nacional de la cançó cívica, per la cançó Ah ky mall, interpretada per Frederik Ndoci. Durant diversos anys, va ser directora del Ensemble National de Chant et de Danse Folkloriques.

## Obra
Lejla Agolli compon cantates, concerts, simfonies i música de cambra. Entre les seves obres, trobem ah ky mall, Fantasia per a violí i orquestra, In memoriam per a clarinet i corda, dedicat a la Mare Teresa de Calcuta, un poema per a violí i orquestra, dos rondos per a violí i orquestra, i dos concerts per a violí. També va compondre música les pel·lícules: Majlinda dhe zogu i vogël i Lisharsi, tots dos estrenats el 1976.